# Mladen Pelaić
Mladen Pelaić (Zagabria, 20 agosto 1983) è un ex calciatore croato, di ruolo difensore.

## Statistiche

### Cronologia presenze e reti in nazionale
| Cronologia completa delle presenze e delle reti in nazionale ― Croazia under 21 | Cronologia completa delle presenze e delle reti in nazionale ― Croazia under 21 | Cronologia completa delle presenze e delle reti in nazionale ― Croazia under 21 | Cronologia completa delle presenze e delle reti in nazionale ― Croazia under 21 | Cronologia completa delle presenze e delle reti in nazionale ― Croazia under 21 | Cronologia completa delle presenze e delle reti in nazionale ― Croazia under 21 | Cronologia completa delle presenze e delle reti in nazionale ― Croazia under 21 | Cronologia completa delle presenze e delle reti in nazionale ― Croazia under 21 |
| Data                                                                            | Città                                                                           | In casa                                                                         | Risultato                                                                       | Ospiti                                                                          | Competizione                                                                    | Reti                                                                            | Note                                                                            |
| ------------------------------------------------------------------------------- | ------------------------------------------------------------------------------- | ------------------------------------------------------------------------------- | ------------------------------------------------------------------------------- | ------------------------------------------------------------------------------- | ------------------------------------------------------------------------------- | ------------------------------------------------------------------------------- | ------------------------------------------------------------------------------- |
| 29-5-2004                                                                       | Costrena                                                                        | Croazia under 21                                                                | 1 – 0                                                                           | Slovacchia under 21                                                             | Amichevole                                                                      | -                                                                               |                                                                                 |
| 18-8-2004                                                                       | Varaždin                                                                        | Croazia under 21                                                                | 0 – 2                                                                           | Israele under 21                                                                | Amichevole                                                                      | -                                                                               | 73’                                                                             |
| 3-9-2004                                                                        | Velika Gorica                                                                   | Croazia under 21                                                                | 1 – 0                                                                           | Ungheria under 21                                                               | Qual. Europeo Under-21 2006                                                     | -                                                                               | 62’                                                                             |
| 7-9-2004                                                                        | Trollhättan                                                                     | Svezia under 21                                                                 | 0 – 2                                                                           | Croazia under 21                                                                | Qual. Europeo Under-21 2006                                                     | -                                                                               | 86’                                                                             |
| 8-10-2004                                                                       | Velika Gorica                                                                   | Croazia under 21                                                                | 1 – 0                                                                           | Bulgaria under 21                                                               | Qual. Europeo Under-21 2006                                                     | -                                                                               | 51’                                                                             |
| 9-2-2005                                                                        | Gerusalemme                                                                     | Israele under 21                                                                | 1 – 0                                                                           | Croazia under 21                                                                | Amichevole                                                                      | -                                                                               | 82’                                                                             |
| 3-6-2005                                                                        | Sofia                                                                           | Bulgaria under 21                                                               | 2 – 1                                                                           | Croazia under 21                                                                | Qual. Europeo Under-21 2006                                                     | -                                                                               |                                                                                 |
| 16-8-2005                                                                       | Senec                                                                           | Slovacchia under 21                                                             | 4 – 3                                                                           | Croazia under 21                                                                | Amichevole                                                                      | -                                                                               |                                                                                 |
| 2-9-2005                                                                        | Reykjavík                                                                       | Islanda under 21                                                                | 1 – 2                                                                           | Croazia under 21                                                                | Qual. Europeo Under-21 2006                                                     | -                                                                               |                                                                                 |
| 6-9-2005                                                                        | Ta' Qali                                                                        | Malta under 21                                                                  | 0 – 1                                                                           | Croazia under 21                                                                | Qual. Europeo Under-21 2006                                                     | -                                                                               | 51’                                                                             |
| 7-10-2005                                                                       | Velika Gorica                                                                   | Croazia under 21                                                                | 1 – 0                                                                           | Svezia under 21                                                                 | Qual. Europeo Under-21 2006                                                     | -                                                                               | 77’                                                                             |
| 12-11-2005                                                                      | Belgrado                                                                        | Serbia under 21                                                                 | 3 – 1                                                                           | Croazia under 21                                                                | Qual. Europeo Under-21 2006                                                     | -                                                                               |                                                                                 |
| 16-11-2005                                                                      | Velika Gorica                                                                   | Croazia under 21                                                                | 1 – 2                                                                           | Serbia under 21                                                                 | Qual. Europeo Under-21 2006                                                     | -                                                                               | 51’                                                                             |
| Totale                                                                          |                                                                                 | Presenze                                                                        | 13                                                                              |                                                                                 | Reti                                                                            | 0                                                                               |                                                                                 |

| Cronologia completa delle presenze e delle reti in nazionale ― Croazia under 19 | Cronologia completa delle presenze e delle reti in nazionale ― Croazia under 19 | Cronologia completa delle presenze e delle reti in nazionale ― Croazia under 19 | Cronologia completa delle presenze e delle reti in nazionale ― Croazia under 19 | Cronologia completa delle presenze e delle reti in nazionale ― Croazia under 19 | Cronologia completa delle presenze e delle reti in nazionale ― Croazia under 19 | Cronologia completa delle presenze e delle reti in nazionale ― Croazia under 19 | Cronologia completa delle presenze e delle reti in nazionale ― Croazia under 19 |
| Data                                                                            | Città                                                                           | In casa                                                                         | Risultato                                                                       | Ospiti                                                                          | Competizione                                                                    | Reti                                                                            | Note                                                                            |
| ------------------------------------------------------------------------------- | ------------------------------------------------------------------------------- | ------------------------------------------------------------------------------- | ------------------------------------------------------------------------------- | ------------------------------------------------------------------------------- | ------------------------------------------------------------------------------- | ------------------------------------------------------------------------------- | ------------------------------------------------------------------------------- |
| 14-8-2001                                                                       | Brežice                                                                         | Slovenia under 19                                                               | 0 – 2                                                                           | Croazia under 19                                                                | Amichevole                                                                      | -                                                                               |                                                                                 |
| 16-8-2001                                                                       | Zabok                                                                           | Croazia under 19                                                                | 1 – 0                                                                           | Slovenia under 19                                                               | Amichevole                                                                      | -                                                                               | 51’                                                                             |
| 9-10-2001                                                                       | Zabok                                                                           | Croazia under 19                                                                | 1 – 0                                                                           | Slovenia under 19                                                               | Amichevole                                                                      | -                                                                               | 53’                                                                             |
| 11-10-2001                                                                      | Brežice                                                                         | Slovenia under 19                                                               | 3 – 2                                                                           | Croazia under 19                                                                | Amichevole                                                                      | -                                                                               | 20’                                                                             |
| 5-11-2001                                                                       | Midleton                                                                        | Austria under 19                                                                | 0 – 1                                                                           | Croazia under 19                                                                | Qual. Europeo Under-19 2002                                                     | -                                                                               | 67’                                                                             |
| 7-11-2001                                                                       | Buttevant                                                                       | Croazia under 19                                                                | 4 – 1                                                                           | Lettonia under 19                                                               | Qual. Europeo Under-19 2002                                                     | 2                                                                               |                                                                                 |
| 9-11-2001                                                                       | Cobh                                                                            | Croazia under 19                                                                | 1 – 3                                                                           | Irlanda under 19                                                                | Qual. Europeo Under-19 2002                                                     | -                                                                               | 4’, 90+1’                                                                       |
| Totale                                                                          |                                                                                 | Presenze                                                                        | 7                                                                               |                                                                                 | Reti                                                                            | 2                                                                               |                                                                                 |